# 449 a.C.
Il 449 a.C. (CDXLIX a.C. in numeri romani) è un anno  del V secolo a.C.

## Eventi
- Pace di Callia tra Atene e la Persia.
- Spedizione ateniese a Cipro
- Realizzazione del Tempio di Poseidone a capo Sunio
- Roma: 
  - Termina il secondo decemvirato
  - consoli Marco Orazio Barbato e Lucio Valerio Potito
  - Al Foro vengono esposte le 12 tavole di bronzo.
  - la Leges Valeriae Horatiae istituisce la provocatio

## Morti
- Appio Claudio Crasso Inregillense Sabino, politico romano
- Spurio Oppio Cornicino, politico romano